# Sofia Wylie
Sofia Christine Wylie (Arizona, Estats Units, 7 de gener de 2004) és una actriu, cantant i ballarina estatunidenca. Va començar la seua carrera en dansa abans de guanyar protagonisme gràcies al seu paper de Buffy Driscoll a la sèrie de comèdia i drama de Disney Channel Andi Mack (2017-2019).
Wylie ha continuat treballant amb Disney; els seus papers inclouen Cory Bailey a la pel·lícula Back of the Net (2019), Riri Williams a la franquícia d'animació Marvel Rising, Mia Brooks a la sèrie web Shook (2019) i Gina Porter al documental de Disney+ High School Musical: The Musical: The Series (2019–).
Fora de Disney, va protagonitzar la pel·lícula fantàstica de Netflix The School for Good and Evil el 2022.

## Primers anys
Sofia Wylie va néixer a Scottsdale, Arizona i va créixer a Tramonto, els seus pares són Chris i Amy. Té una germana gran, Isabella "Bella", que va aparéixer en un episodi de Chopped Junior que va guanyar. Balla des dels 5 anys i es va formar en interpretació al Second City Training Center a Hollywood, Califòrnia. El seu pare és mig coreà.

## Carrera
Wylie va començar la seua carrera en dansa, fent aparicions a So You Think You Can Dance el 2011 i 2016 i a l'America's Got Talent el 2015. Va actuar a la Purpose World Tour de Justin Bieber. El 2017, va començar la sèrie de dansa 4K d'Internet amb ballarins de Utah mentre filmava Andi Mack. El 2019, va començar Dancing with Sofia Wylie, una sèrie de dansa educativa d'IGTV.
El 2016, es va anunciar que Wylie protagonitzaria el seu primer paper important com a Buffy Driscoll, un personatge principal i un dels millors amics d'Andi a la sèrie de Disney Channel Andi Mack. Wylie va debutar al cinema com a Cory Bailey a la pel·lícula australiana del 2019, Back of the Net, que es va estrenar a Austràlia i es va emetre a Disney Channel. Wylie va estrenar el seu primer senzill, "Side by Side", per a Marvel Rising: Chasing Ghosts el gener de 2019. Va donar veu al paper de Riri Williams a la pel·lícula de televisió animada Marvel Rising: Heart of Iron, que es va emetre a Disney XD. Va repetir el paper a Marvel Rising: Battle of the Bands i a la temporada 3 de la sèrie animada de Spider-Man el 2020.
El 15 de febrer de 2019, Wylie va interpretar a Gina Porter a la sèrie de Disney+ High School Musical: The Musical: The Series. L'agost es va anunciar que Wylie interpretaria a Mia a Shook, una sèrie web de format breu que s'estrenava al canal de YouTube de Disney Channel al setembre.
El març de 2019, Wylie va crear una productora, AIFOS i va optar als drets per adaptar la novel·la de Jenny Torres Sanchez, The Fall of Innocence, com a primer projecte. El juny de 2019, Wylie va signar amb United Talent Agency.
El desembre de 2020, es va anunciar que Wylie protagonitzaria al costat de Sophia Anne Caruso la pel·lícula fantàstica de Netflix, The School for Good and Evil, una adaptació de la sèrie de llibres de Soman Chainani. Wylie interpreta el paper d'Agatha.